# Tom Green

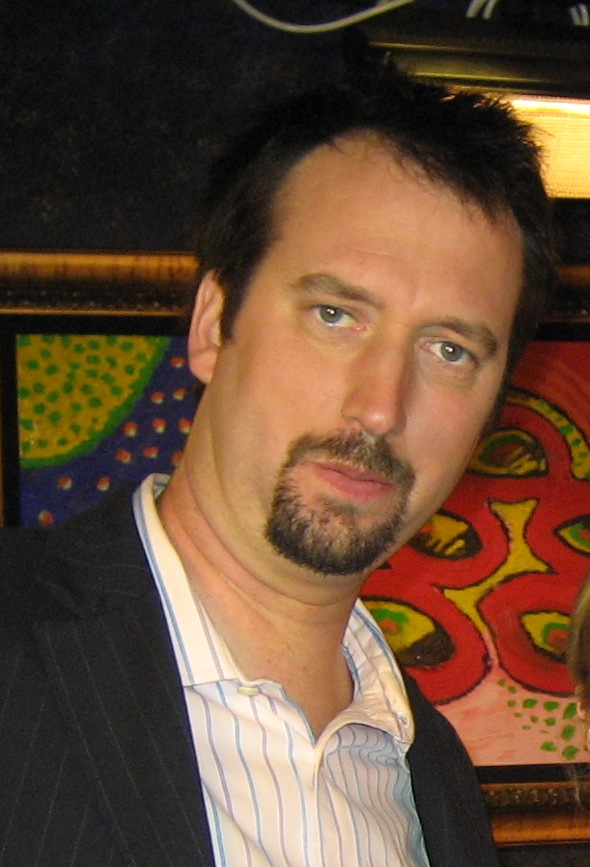
Tom Green

Michael Thomas (Tom) Green (Pembroke, Ontario, 30 juli 1971) is een Canadees komiek en televisiepresentator, voornamelijk bekend vanwege zijn choquerende en confronterende humor.

## Levensloop
Green groeide op in Ottawa. Begin jaren negentig trad hij als rapper op in een groep genaamd Organized Rhyme. Met deze groep had hij in 1992 een hitje in Canada, "Check the O.R". Ook presenteerde hij in die tijd een eigen radioshow bij het radiostation van de Universiteit van Ottawa. Na zijn afstuderen kreeg hij in 1994 zijn eerste televisieshow, The Tom Green Show, bij een lokale televisiezender. Het programma werd een hit en werd opgepikt door het Canadese Comedy Network, die het landelijk uitzond. In 1999 werd het programma gekocht door MTV, die het programma naar de Verenigde Staten bracht en later wereldwijd uitzond.
The Tom Green Show was een komische talkshow, waarin bekende personen te gast waren en bands optraden. Ook werden er van tevoren opgenomen sketches vertoond, waarin Tom Green grappen uithaalde met willekeurige voorbijgangers. Regelmatig waren zijn eigen ouders het slachtoffer van zijn humor. Enkele van de bekendste sketches uit het programma zijn onder andere het "berijden" van een dode eland (Eminem refereert hieraan in zijn hit The Real Slim Shady) en een seksueel getinte lesbische scène laten schilderen op de auto van zijn vader, en deze auto hernoemen naar "The Slut Mobile" (de "sletmobiel"). Ook bracht hij een serenade aan Pierce Brosnan en zoende hem op zijn mond ten tijde van de première van de film Grey Owl. Tevens bracht hij in een aflevering samen met Monica Lewinsky een bezoek aan zijn ouderlijk huis in Canada.
Door de populariteit van het programma werd Tom Green een beroemdheid. Een liedje dat hij in de tijd bij MTV schreef, "Lonely Swedish (The Bum Bum Song)", werd een grote hit in het MTV-verzoekjesprogramma Total Request Live. Hij kreeg een rol aangeboden in de film Road Trip, waarin hij onder andere een levende muis op zijn tong liet lopen, gevolgd door Charlie's Angels, waarin hij Chad, het trieste vriendje van Drew Barrymore speelde. De twee kregen ook in het echt een relatie. Green en Barrymore maakten in de media voortdurend grapjes over hun trouwdatum, waarvan een optreden bij Saturday Night Live in november 2000 het bekendst was. In deze uitzending, die gepresenteerd werd door Green, gaven de twee aan aan het einde van het programma te trouwen. Uiteindelijk werd Drew aan het einde van het programma zenuwachtig en ging het huwelijk niet door. In 2001 trouwden de twee stilletjes, om een jaar later weer te scheiden.
In maart 2000 werd bij Green teelbalkanker vastgesteld. In 2001 nam hij een speciale uitzending van een uur op over zijn gevecht met kanker, The Tom Green Cancer Special. In 2000 stopte de Tom Green Show en richtte Green zich op zijn eerste eigen lange speelfilm, Freddy Got Fingered (2001), die hij zelf regisseerde en waar hij het script voor schreef en de hoofdrol in speelde. De film werd zeer slecht ontvangen door critici, die de humor in de film veel te ver vonden gaan. De film kreeg vijf Golden Raspberry Awards, de filmprijs voor de slechtste film van het jaar. Tom Green was een van slechts drie mensen die deze prijs persoonlijk in ontvangst kwam nemen. De andere twee waren Paul Verhoeven en Halle Berry.
In 2003 keerde hij terug bij MTV met een nieuwe talkshow, The New Tom Green Show, maar dit programma liep slechts enkele maanden. In 2004 verscheen zijn autobiografie, Hollywood Causes Cancer. Sinds juni 2006 heeft hij zijn eigen online show, Tom Green Live - The Channel, op zijn website.

## Filmografie
- The Chicken Tree (1998)
- Clutch (1998)
- Superstar (1999)
- Road Trip (2000)
- Charlie's Angels (2000)
- Freddy Got Fingered (2001)
- Stealing Harvard (2002)
- The True Meaning of Christmas Specials (2002)
- Grind (2003)
- Bob the Butler (2005)